# Fougères-Vitré (quận)
Quận Fougères là một quận của Pháp, nằm ở tỉnh Ille-et-Vilaine, ở vùng Bretagne. Quận này có 6 tổng và 57 xã.

## Các đơn vị hành chính

### Các tổng
Các tổng của quận Fougères là: 
1. Antrain
2. Fougères-Nord
3. Fougères-Sud
4. Louvigné-du-Désert
5. Saint-Aubin-du-Cormier
6. Saint-Brice-en-Coglès

### Các xã
Các xã của quận Fougères, và mã INSEE là: 
| 1. Antrain (35004)                   | 2. Baillé (35011)                         | 3. Bazouges-la-Pérouse (35019)          |
| 4. Beaucé (35021)                    | 5. Billé (35025)                          | 6. Chauvigné (35075)                    |
| 7. Coglès (35083)                    | 8. Combourtillé (35086)                   | 9. Dompierre-du-Chemin (35100)          |
| 10. Fleurigné (35112)                | 11. Fougères (35115)                      | 12. Gosné (35121)                       |
| 13. Javené (35137)                   | 14. La Bazouge-du-Désert (35018)          | 15. La Chapelle-Janson (35062)          |
| 16. La Chapelle-Saint-Aubert (35063) | 17. La Fontenelle (35113)                 | 18. La Selle-en-Coglès (35323)          |
| 19. La Selle-en-Luitré (35324)       | 20. Laignelet (35138)                     | 21. Landéan (35142)                     |
| 22. Le Châtellier (35071)            | 23. Le Ferré (35111)                      | 24. Le Loroux (35157)                   |
| 25. Le Tiercent (35336)              | 26. Louvigné-du-Désert (35162)            | 27. Luitré (35163)                      |
| 28. Lécousse (35150)                 | 29. Marcillé-Raoul (35164)                | 30. Mellé (35174)                       |
| 31. Monthault (35190)                | 32. Montours (35191)                      | 33. Mézières-sur-Couesnon (35178)       |
| 34. Noyal-sous-Bazouges (35205)      | 35. Parcé (35214)                         | 36. Parigné (35215)                     |
| 37. Poilley (35230)                  | 38. Rimou (35242)                         | 39. Romagné (35243)                     |
| 40. Saint-Aubin-du-Cormier (35253)   | 41. Saint-Brice-en-Coglès (35257)         | 42. Saint-Christophe-de-Valains (35261) |
| 43. Saint-Georges-de-Chesné (35269)  | 44. Saint-Georges-de-Reintembault (35271) | 45. Saint-Germain-en-Coglès (35273)     |
| 46. Saint-Hilaire-des-Landes (35280) | 47. Saint-Jean-sur-Couesnon (35282)       | 48. Saint-Marc-le-Blanc (35292)         |
| 49. Saint-Marc-sur-Couesnon (35293)  | 50. Saint-Ouen-des-Alleux (35304)         | 51. Saint-Ouen-la-Rouërie (35303)       |
| 52. Saint-Rémy-du-Plain (35309)      | 53. Saint-Sauveur-des-Landes (35310)      | 54. Saint-Étienne-en-Coglès (35267)     |
| 55. Tremblay (35341)                 | 56. Vendel (35348)                        | 57. Villamée (35357)                    |